# フィンランド赤十字社
フィンランド赤十字社(フィンランド語:Suomen Punainen Risti 略称FRC)はフィンランドの赤十字団体。国際赤十字組織に参加しており、人道主義的支援を行っている。会員は9万人であり、およそ4万5千人のボランティアがフィンランドで活動している。12の州に550の支部を持っており、2006年末1,168人を雇い、そのうち136人がヘルシンキの本部にいる。代表はKristiina Kumpula。
フィンランド赤十字社はボランティアの人々に基づいており、全ての自治体に支部を持っている。団体組織は地域支部、州本部、中央本部の三層構造になっている。全ての層のボランティアは重要な意思決定者であり、地方支部レベルの活動はメンバー自身がどうやって貢献するか決められる。

## 歴史
フィンランド赤十字社は1877年5月7日の露土戦争の際にフィンランド防衛軍の傷病者の健康の回復のため設立された。フィンランド赤十字社は1920年にICRCに承認され、1921年にICRCメンバーになった。この際、フィンランドは全てのジュネーブ条約を批准した。
1948年には1935年から行われたのフィンランド偵察兵の行った輸血の責任を負った。

## 国内活動
赤十字の行う輸血サービスは国家健康サービスの補填になっており、重要な機関となっている。3つの州にそれぞれの健康病院を持っている。
フィンランド赤十字はAIDSヘルプラインをもち、AIDSに関するキャンペーンを催しており、HIV患者と家族の発見、教育、援助を行っている。麻薬、アルコールに対する対策計画では防止と早期治療を求めている。また、これらのことに対応する学校カウンセラー、熟練したボランティアコミュニティーを持っている。
また、毎年秋の9月近くに集金日を設け、ハンガーデイ(フィンランド語:Nälkäpäivä)として募金を求めている。毎年テーマをもってこのキャンペーンを行っており、2006年は砂漠化、洪水、嵐が5歳までの子供に与える影響についてをテーマにした。キャンペーン当日、寄付者は食料店やその他のその他の公共の場所で募金を呼びかけている。学校では学校の給食を減らして寄付にすることも出来る。
さらに年に一度有料で会社組織や一般人に応急救護と心肺蘇生を訓練しており、年におおよそ8万人を越える。FRCは国中に8000人の応急救護可能ボランティアが550を越える応急救護組織している。訓練されたボランティアの人々は毎日フィンランドの大多数の公的イベントで働いている。また、要請されればいつでも捜索救難に参加できる。同等のボランティアレスキューサービスとしては30000人のボランティアが40社の財団法人を組織している。
フィンランド赤十字社には国立緊急精神グループという組織があり、ヨケラ高校銃乱射事件のような場合に、彼らが望む精神社会サポートを調整している。また、災害救済ファンドを持っており、基金は事故にあった人の援助と社会的な理由で使われている。外的援助は2001年にフィンランド・マルッカ360万マルッカ分が使用されている。

## 国外活動
フィンランド赤十字社は国際組織からの提言に基づいて人的、資金的、資源的な国際協力をしている。フィンランド赤十字災害救済基金とフィンランド政府が基金の資金源となっている最近ではEUも資金提供している。
災害救助は戦争、内戦などの犠牲者、自然災害に使われる。開発協会は新しく設立される社会はより少ない資源で防災能力と防災準備を持つように改善する。赤十字はフィンランドで予備人的資源、輸送基地と整備する。これに災害救援基金は積立金を提供する。基金は使用用途を特定せずに資金を提供し続ける。
フィンランド赤十字予備人的資源は600人規模の鍛えられた人員を保有している。これらの人員は基本コースやその他の訓練で鍛えられている。そのうちおおよそ100人は毎年国際任務で働いている。
メンバーは難民の欧州理事会を組織している。